# Benjamin Toniutti
Benjamin Toniutti (Mulhouse, 30 de outubro de 1989) é um jogador de voleibol francês que atua na posição de levantador. No ano de 2015, Toniutti sagrou-se campeão da Liga Mundial. Nesta competição foi eleito ainda o melhor levantador.

## Carreira
Benjamin Toniutti é membro da seleção francesa de voleibol masculino. Em 2016, representou seu país nos Jogos Olímpicos de Verão no Rio de Janeiro, que ficou em nono lugar. Em 2021 se tornou campeão olímpico ao derrotar o Comitê Olímpico Russo na final por 3–2 sets nos Jogos Olímpicos de Tóquio 2020.

## Títulos
VfB Friedrichshafen
- Campeonato Alemão: 2014–15
- Copa da Alemanha: 2014–15

ZAKSA Kędzierzyn-Koźle
- Liga dos Campeões: 2020–21
- Campeonato Polonês: 2015–16, 2016–17, 2018–19
- Copa da Polônia: 2016–17, 2018–19, 2020–21
- Supercopa Polonesa: 2019, 2020

Jastrzębski Węgiel
- Campeonato Polonês: 2022–23, 2023–24
- Supercopa Polonesa: 2021, 2022

Seleção Francesa
- Campeonato Europeu Sub-18: 2007
- Campeonato Europeu Sub-20: 2008

## Clubes
| Anos      | Clube                     |
| --------- | ------------------------- |
| 2009–2013 | Arago de Sète             |
| 2013–2014 | Porto Robur Costa Ravenne |
| 2014–2014 | Zenit Kazan               |
| 2015–2015 | VfB Friedrichshafen       |
| 2015–2021 | Kędzierzyn-Koźle          |
| 2021–     | Jastrzębski Węgiel        |

## Prêmios individuais
- 2015: Liga Mundial – Melhor levantador
- 2016: Copa da Polônia – Melhor levantador
- 2016: Campeonato Polonês – MVP
- 2017: Copa da Polônia – Melhor levantador
- 2017: Liga Mundial – Melhor levantador
- 2018: Liga das Nações – Melhor levantador
- 2019: Copa da Polônia – Melhor levantador
- 2019: Campeonato Europeu – Melhor levantador